# Günter-Eich-Preis (Lyrik)
Der Günter-Eich-Preis für Lyrik war ein österreichischer Literaturpreis, der nur dreimal im Rahmen der Rauriser Literaturtage als Extrapreis zum Rauriser Literaturpreis verliehen wurde. Mit dieser Auszeichnung sollten zum Gedächtnis an den großen Lyriker des 20. Jahrhunderts Günter Eich regelmäßig bedeutende dichterische Lebenswerke geehrt werden.
Die Dotierung in Höhe von 40.000 Schilling wurde von der Raiffeisenbank Salzburg zur Verfügung gestellt.

## Preisträger
- Ilse Aichinger (1984)
- Erwin Gimmelsberger (1988)
- Walter Kolbenhoff (1990)